# Bitva v Korálovém moři
Bitva v Korálovém moři (4. až 8. května 1942) byla jednou z velkých a důležitých námořních bitev, které se odehrály během druhé světové války v Tichomoří. Byla to historicky první bitva letadlových lodí, při které se nepřátelská loďstva ani na okamžik nezahlédla a veškeré ztráty způsobilo druhé straně pouze letectvo.
Bitva se odehrála počátkem května 1942 v Korálovém moři mezi japonským a spojeneckým loďstvem a těsně souvisela s boji na Nové Guineji a dlouhodobými plány japonského císařského námořnictva.

## Japonské námořní síly
Kvůli posílení svých obranných pozic v jižním Pacifiku se Japonci rozhodli napadnout a obsadit Port Moresby (na Nové Guineji) a ostrov Tulagi, který byl součástí Šalamounových ostrovů.

### Hlavní invazní skupina do Port Moresby
Hlavní invazní skupina měla za úkol obsadit Port Moresby na Papui Nové Guineji, ze kterého by poté Japonci mohli snadno útočit na Austrálii a na tamní americké zásobovací transporty. Podle plánu měli proplout souostrovím Louisiád a Port Moresby dobýt 10. května. Skupině velel kontradmirál Sadamiči Kadžioka z lehkého křižníku Júbari.
Přepravní jednotka (kontradmirál Kósó Abe)
- 11 transportérů: Mogamigawa Maru, Čówa Maru, Gojó Maru,  Akiba Maru, Šóka Maru, Asakasan Maru, Čina Maru, Mito Maru, Matsue Maru, Taifuku Maru, Hibi Maru (přibližně 5500 vojáků)
- 5 minolovek: Wa #20, Hagoromo Maru, Noširo Maru #1, Fumi Maru #2, Seki Maru #3
- 1 minonoska: Tsugaru
- 1 záchranný remorkér: Wošima
- 2 tankery: Hojo Maru, Iró

Podpora
- 1 lehký křižník: Júbari
- 6 torpédoborců: Oite, Asanagi, Uzuki, Mutsuki, Močizuki, Jayoi
- + 1 nebo 2 neidentifikované hlídkové čluny

### Invazní skupina do Tulagi
Invazní skupina do Tulagi měla obsadit ostrov Tulagi v souostroví Šalamounů a zřídit na něm základnu pro své hydroplány. Velel jí kontradmirál Kijohide Šima z minonosky Okinošima.
- 1 transportér: Azumasan Maru (400 vojáků)
- 2 minonosky: Okinošima, Kóei Maru
- 2 torpédoborce: Kikuzuki (potopen), Júzuki
- 5 minolovek: Wa #1 (potopena), Wa #2 (potopena), Hagoromo Maru, Noširo Maru #2, Tama Maru (potopena)
- 2 stíhači ponorek: Toši Maru #3 , Tama Maru #8

### Podpůrná skupina
Podpůrná skupina pod velením kontradmirála Kuninori Maruma v Tenrjú, měla za úkol proplout souostrovím Šalamounů mezi ostrovem Bougainville a Choiseul ze severu, připojit se k invazní skupině a ochraňovat ji při vylodění na Tulagi.
- 2 lehké křižníky: Tenrjú a Tatsuta
- 2 nabídky hydroplánů
- 3 dělové čluny: Keijo Maru, Seikai Maru, Nikkai Maru

### Útočná skupina
Útočná skupina pod velením viceadmirála Takea Takagiho v těžkém křižníku Myókó, obeplula Šalamounovy ostrovy ze severu a do Korálového moře vstoupila východně od ostrova San Cristobal. Zde měla zachytit a následně zničit spojenecké válečné lodě.
Divize letadlových lodí (kontradmirál Čúiči Hara na taktickém velitelství v Zuikaku)
- 2 letadlové lodě: Šókaku (21 stíhaček A6M „Zero/Zeke“, 20 střemhlavých bombardérů D3A „Val“, 19 torpédových bombardérů B5N „Kate“) a Zuikaku (25 stíhaček A6M „Zero/Zeke“, 22 střemhlavých bombardérů D3A „Val“, 20 torpédových bombardérů B5N „Kate“)

Ostatní doprovodné lodě
- 2 těžké křižníky: Myókó, Haguro

- 2 torpédoborce třídy Fubuki: Ušio, Akebono
- 4 torpédoborce: Ariake, Júgure, Širatsuyu, Šigure
- 1 tanker: Tóhó Maru

### Krycí skupina
Krycí skupina pod velením kontradmirála Arimoto Gotóa v těžkém křižníku Aoba, plula spolu s útočnou skupinou a měla jí zajistit případnou obranu před spojeneckými útoky.
- 1 lehká letadlová loď Šóhó (potopena), (8 stíhaček A6M „Zero/Zeke“, 4 stíhačky A5M „Claude“, 6 torpédových bombardérů B5N „Kate“)
- 4 těžké křižníky: Aoba, Kako, Kinugasa, Furutaka
- 1 torpédoborec: Sazanami

## Spojenecké námořní síly
V březnu 1942 USA poprvé zachytily japonskou zprávu, která obsahovala zmínky o operaci Mo a 5. dubna zachytily další zprávu, která nařizovala letadlovým lodím a dalším velkým válečným lodím pokračovat do oblasti Korálového moře. 13. dubna Britové rozluštili japonskou zprávu informující, že divize letadlových lodí, skládající se z letadlových lodí Šókaku a Zuikaku, je na cestě z Formosy (dnešního Tchaj-wanu) do hlavní japonské základny Truk. Britové předali zprávu USA se závěrem, že pravděpodobným cílem operace Mo bude Port Moresby.
Aby spojenci zabránili obsazení svých základen a následným japonským akcím, vyslaly do Korálového moře dvě skupiny letadlových lodí s několika doprovodnými loděmi.
Všem skupinám velel kontradmirál Frank Jack Fletcher z letadlové lodi Yorktown.

#### TG 17.5 (skupina letadlových lodí)
Kontradmirál Frank Jack Fletcher v Yorktownu
- 2 letadlové lodě: Yorktown (17 stíhaček F4F Wildcat, 18 střemhlavých bombardérů SBD Dauntless, 17 průzkumných bombardérů SBD Dauntless, 13 torpédových bombardérů TBD Devastator), Lexington (potopen), (21 stíhaček F4F Wildcat, 18 střemhlavých bombardérů SBD Dauntless, 17 průzkumných bombardérů SBD Dauntless, 12 torpédových bombardérů TBD Devastator
- 4 torpédoborce: Morris, Anderson, Hammann, Russell

##### TG 17.2 (útočná skupina)
Kontradmirál Thomas C. Kinkaid
- 5 těžkých křižníků: New Orleans, Astoria, Minneapolis, Portland, Chester
- 5 torpédoborců: Phelps, Farragut, Dewey, Monaghan, Aylwin

#### TG 17.3 (podpůrná skupina)
- 2 těžké křižníky: USS Chicago , HMAS Australia
- 1 lehký křižník: HMAS Howden
- 2 torpédoborce: USS Perkins, USS Walke

#### TG 17.6 (skupina s palivem)
- 2 tankery: Neosho (potopen), Tippecanoe
- 2 torpédoborce: Sims (potopen), Worden

#### TG 17.9 (průzkumná skupina)
1 hydroplánová loď: Tangier (12 hydroplánů PBY-5 Catalina)

## Průběh bitvy

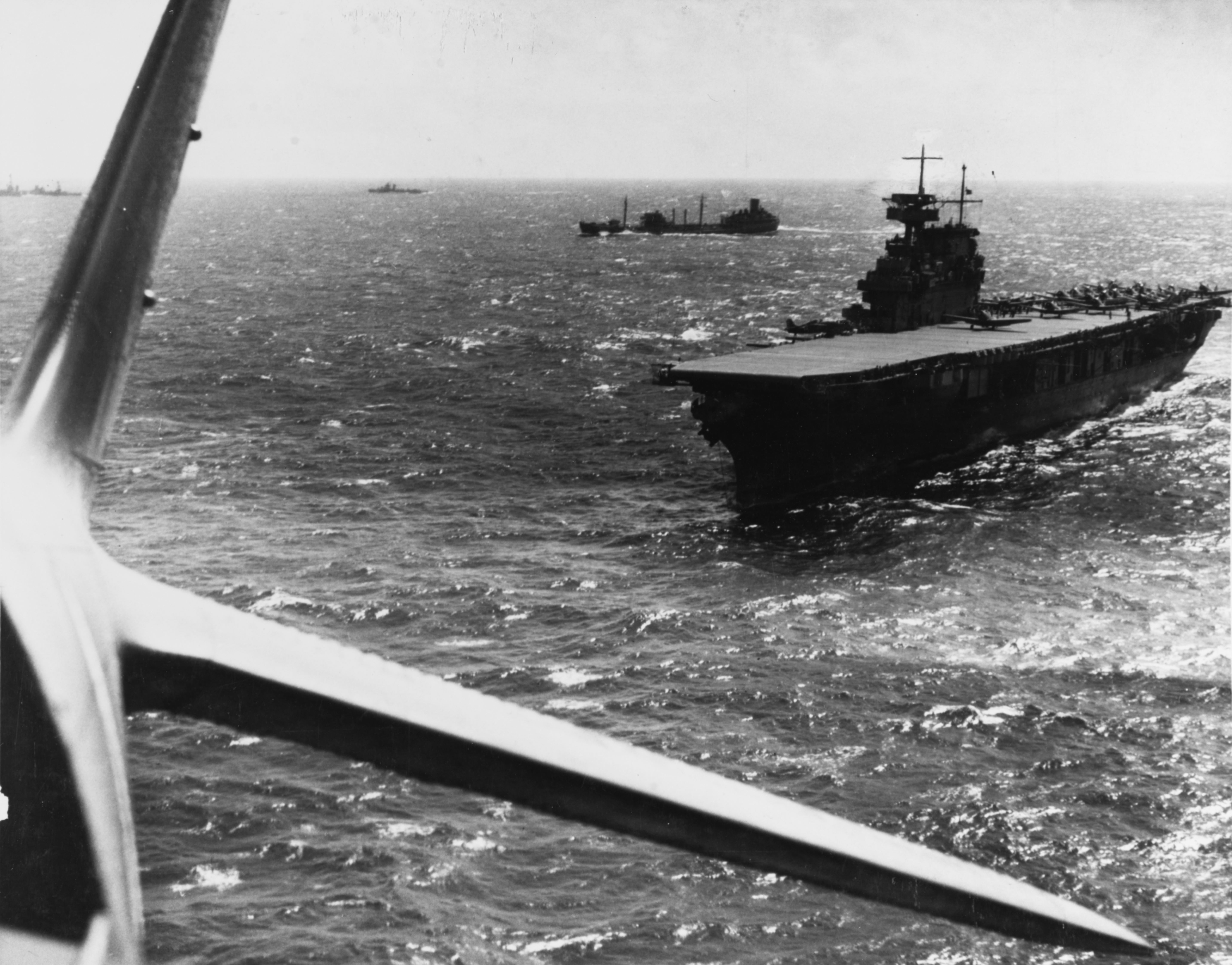
Yorktown provádí letecké operace v Pacifiku v době před bitvou. V pozadí tanker USS Guadaloupe

Bitva v Korálovém moři začala 7. května 1942. Od časných ranních hodin vzlétaly z letadlových lodí obou stran průzkumné letouny. Letoun z Yorktownu ohlásil, že se pod ním nachází „hlavní svaz japonských lodí“. Přitom šlo o ochranný svaz kontradmirála Gótóa. Z amerických letadlových lodí rychle vzlétly bombardéry. V 11:00 se bombardéry objevily nad palubou letadlové lodi Šóhó. Letadlová loď byla tvrdě bráněna, ale v 11:40 podlehla americkým útokům a potopila se. Na lodi zemřelo 550 mužů její posádky. Shodou okolností i Japonci napadli méně důležitý cíl. Jeden průzkumný letoun ohlásil 2 velké lodě. Ve skutečnosti šlo o torpédoborec Sims a tanker Neosho. Z japonských letadlových lodí vzlétla útočná letadla, která potopila torpédoborec Sims a tanker Neosho vážně poškodila. Obě strany ten den neobjevily nepřátelský hlavní svaz. Přitom byly Takagiho a Fletcherovy lodě od sebe vzdáleny pouhých 95 kilometrů. Ale ani jedna strana o tom zatím nevěděla. První den bitvy v Korálovém moři skončil lépe pro Američany. Druhý den měl být horší.
8. května ráno byly současně objeveny nepřátelské hlavní svazy. Američané ihned poslali do vzduchu svá letadla. Letadla mířila k letadlové lodi Šókaku. Zuikaku byla schovaná v mlze a nebyla odhalena, úder proto směřoval pouze proti Šókaku. Po krvavých bojích byla letadlová loď zasažena třemi pumami. Hořela od přídě k zádi a pomalu se začala stahovat.
Letouny ze Šókaku, které už byly ve vzduchu, přistály na sesterské lodi Zuikaku. Ta chystala mohutný protiúder. Několik minut po zásahu Šókaku letadlová loď Zuikaku vyslala do vzduchu svá letadla. Letouny se dostaly nad americký svaz a zahájily útok. Yorktown byl po zásahu bomby, která explodovala ve skladech munice, vyřazen z boje.
Lexington byl zasažen  dvěma torpédy a několika pumami. Ve 12:45, došlo na Lexingtonu k obrovské explozi, která způsobila další a další požáry. Lexington byl neustále v plamenech. K večeru nařídil kapitán lodi, aby se posádka zachránila a opustila loď. Ve 20:00 došlo k největší explozi a po několika minutách se Lexington potopil. Na Lexingtonu přišlo o život 216 námořníků. Nedostatek informací o vývoji bitvy přinutil Fletchera i Takagiho k ústupu. Tím bitva v Korálovém moři, první bitva letadlových lodí, skončila.

## Výsledek a dopady bitvy

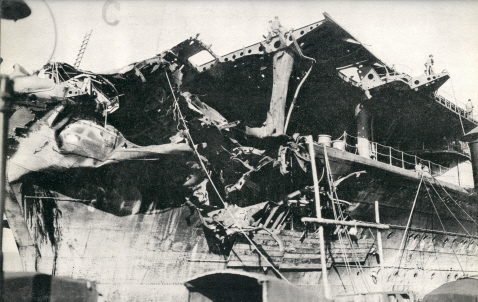
Poškození letadlové lodě Šókaku japonského císařského námořnictva z 8. května 1942 během bitvy v Korálovém moři

Ačkoliv spojenecké ztráty lodí byly evidentně větší, podařilo se zabránit japonskému vylodění v Port Moresby a tím přímému ohrožení Austrálie. Navíc pro japonskou stranu byly ztráty bolestnější, nahrazovaly se nesrovnatelně hůře, protože dvě poškozené japonské letadlové lodě se nemohly v několika následujících měsících zúčastnit žádné operace. Navíc se ukázalo, jak krátkozraký byl japonský přístup k pilotům, kteří byli považováni za postradatelné. Jejich časté obětování vedlo k vysokým ztrátám zkušených pilotů, které Japonsko nedokázalo dostatečně rychle nahrazovat a podepsalo se na výkonech palubního letectva v dalších bitvách.
Nutno také podotknout, že díky průmyslové a technické převaze USA bylo jedinou šancí Japonska na vítězství ve válce v Tichomoří rychlé rozdrcení spojeneckých loďstev a přinucení USA k míru. K tomuto cíli se bitvou v Korálovém moři Japonsko přiblížilo jen málo, a to tím spíše, že Američané dokázali opravit těžce poškozený USS Yorktown v rekordním čase, takže byl (ke štěstí Spojenců) k dispozici již o měsíc později v bitvě u Midway.
Bitva v Korálovém moři byla první a poslední bitvou, kdy se japonské letadlové lodě odvážily plout na jih od Šalomounových ostrovů.